# Stictoptera anaemia
Stictoptera anaemia là một loài bướm đêm trong họ Noctuidae.